# 172734 Giansimon
172734 Giansimon è un asteroide della fascia principale. Scoperto nel 2004, presenta un'orbita caratterizzata da un semiasse maggiore pari a 2,5326055 UA e da un'eccentricità di 0,1263693, inclinata di 7,00843° rispetto all'eclittica.